# Gabriel dos Santos Nascimento
Gabriel dos Santos Nascimento (Porto Alegre, Brasil, 5 de marzo de 1983), futbolista brasilero. Juega de defensa y su actual equipo es el América Mineiro de la Serie A de Brasil.

## Selección nacional
Ha sido internacional con la Selección de fútbol de Brasil Sub-20.

### Participaciones en Copas del Mundo
| Mundial                                | Sede                   | Resultado |
| -------------------------------------- | ---------------------- | --------- |
| Copa Mundial de Fútbol Juvenil de 2003 | Emiratos Árabes Unidos | Campeón   |

## Clubes
| Club               | País   | Año       |
| ------------------ | ------ | --------- |
| AA Ponte Preta     | Brasil | 2003      |
| SE Palmeiras       | Brasil | 2004      |
| Fluminense FC      | Brasil | 2005-2006 |
| Sport Recife       | Brasil | 2007      |
| Hapoel Tel Aviv FC | Israel | 2007-2008 |
| Sport Recife       | Brasil | 2008-2009 |
| América Mineiro    | Brasil | 2010-     |

## Palmarés

### Campeonatos nacionales
| Título         | Club         | País   | Año  |
| -------------- | ------------ | ------ | ---- |
| Copa de Brasil | Sport Recife | Brasil | 2008 |

### Copas internacionales
| Título                         | Club                          | País                   | Año  |
| ------------------------------ | ----------------------------- | ---------------------- | ---- |
| Copa Mundial de Fútbol Juvenil | Selección de fútbol de Brasil | Emiratos Árabes Unidos | 2003 |

(*) Incluyendo la selección